# Ashir
Ashir（あしゃ、11月23日 - ）は、日本の女性声優。フリー。千葉県出身。旧芸名は白土 麻子（しらつち あさこ）。

## 略歴
声優の仕事を目指したきっかけは、子供の頃に毎週欠かさず楽しみに見ていたテレビアニメ『ドラえもん』。タケコプターはすごく欲しく、学校に遅刻しそうな時は、本気でのび太に「画面の向こうからどこでもドアがやって来ない、のび太ばっかりずるい！」と嫉妬していた。この頃はまだテレビの向こうと現実との区別がついていなかったため、ドラえもんたちは「自分たちと同じように生きているものだ」と信じて疑っていなかったという。ある時、その好きであったドラえもんの登場人物は、声優が声を当てていると聞いたのが始まりであった。それまでは「中の人などいない!」どころか、キャラクターがそのまま実在していたと思っていたため、絵と声は別物と知った。
その後は、見る目が変わり、キャラクターたちがどんな表情でどんな感情を乗せて話しているのか、それはどんな名前の人が演じているのかをチェックするようになった。元々テレビを見るのが好きな子供だったが、それ以降さらにアニメを見ることが増えた。その時に名前を覚えた声優が他のアニメでまったく違う役柄や声で演技しているのを見て、「声だけでこんなにたくさんの表現ができるなんて声優さんってすごいや！」と感銘を受けた。漫画を読むのも好きだったため、声優を知り、意識するようになってから好きなキャラクターに声を当てながら読んでみたところ。すごく楽しくなってしまったという。
青二塾東京校第23期卒業。
以前は青二プロダクション、RMEに所属していた。

## 人物
特技はブラインドタッチ、スキー。趣味は食べること、漫画を読むこと。好きな漫画は数多いが、特に『魁!!男塾』が好きだという。

## 出演作品

### ゲーム
- CLANNAD
- PHANTOM BREAKER（東條紅葉）

### 吹き替え
- 黄色いリボン（アビー・オールシャード）
- プリズン・ブレーキ（ジャックポット）
- マージン・コール（サラ・ロバートソン）
- わんぱくバディーズ ダイヤ泥棒をやっつけろ!（オーウェン）